# بخش رائبرلی
بخش رائبرلی (به انگلیسی: Raebareli district) یک منطقهٔ مسکونی در هند است که در Lucknow Division واقع شده‌است. بخش رائبرلی ۴٬۰۴۳ کیلومتر مربع مساحت و ۳٬۴۰۵٬۵۵۹ نفر جمعیت دارد.